# An Cafe
An Cafe (jap. アンティック-珈琲店-, antikku kafe für Antic Cafe bzw. auch Antique Cafe) ist eine japanische Pop-Rock-Band, die 2003 gegründet wurde und bei Sony Music Japan unter Vertrag steht. Ihr visuelles Bild ist oshare kei, und sie beschreiben ihre Musik als "Harajuku Dance Rock". Die Gruppe hat sechs Alben in voller Länge, zwei Compilation-Alben und vier EPs veröffentlicht. Am 1. September 2009 gab die Band bekannt, dass sie nach ihrer Live-Show am 4. Januar 2010 im Nippon Budokan die Aktivitäten einstellen und die Gruppe pausieren würden, erklärte jedoch, dass sie sich nicht auflösen werden. Nach einer zweijährigen Pause kündigte das Team 2012 die Wiederaufnahme der Aktivitäten an. Im Juni 2018 kündigte die Band den Abgang aller Mitglieder außer Miku und eine Pause ab Januar 2019 an.

## Geschichte
Laut der offiziellen Gründungsversion erhielt Bou zu seinem 17. Geburtstag von seinen Eltern Karten für ein Luna Sea Konzert, das ihn so sehr begeisterte, dass er sich eine E-Gitarre kaufte und beschloss eine eigene Band zu gründen. Der zukünftige Sänger Miku wurde übers Internet auf ihn aufmerksam und ihm gefiel die Idee, weshalb er Bou eine E-Mail sendete und sie sich gemeinsam auf die Suche nach weiteren Mitgliedern machten. Teruki lernten sie über ein Visual Kei-Forum kennen und Kanon über Chats im Internet. Bou schlug für die Band den Namen Manhattan Cafe vor, was sich auf sein Lieblingspferd bezog, die anderen lehnten dies aber ab. Man einigte sich auf Athletic Cafe, aus welchem aber dann Antique Cafe und schließlich Antic Cafe wurde. Ziemlich früh überlegten sich die Fans jedoch den Spitznamen An Cafe, welcher den Bandmitgliedern so gut gefiel, dass sie ihn übernahmen.
Ihr erstes Demotape hieß O-PU-NGU. Es war auf 50 Exemplare limitiert und wurde am 17. Juni 2003 kostenlos verteilt. Am 2. Juli folgte das zweite Demotape mit dem Namen Uzumaki - Senshokutai, diesmal mit 300 Exemplaren. Am 10. August nahmen sie mit anderen eher unbekannten Bands an einem von Calmando Qual organisierten Event teil. Am 22. September spielten sie neben bekannteren Bands wie Duel Jewel auf einem weiteren Event.
Das Jahr 2004 läuteten An Cafe mit einer Twomen Tour mit Sinkro ein. Außerdem unterzeichneten sie einen Plattenvertrag beim Label Loop Ash. Drei Monate später erschien ihre erste Maxi-Single Candy Holic, mit der sie in den Oricon-Charts Erfolge verbuchten. Mittlerweile sind mehrere Alben sowie Singles erhältlich.
Nach dem Konzert am 30. April 2007 verließ Bou die Band aus persönlichen Gründen, wie Miku in einem Interview mit der Zeitschrift Peach bestätigte.
Bou wurde durch Gitarrist Takuya ersetzt, außerdem kam Keyboarder Yu-ki als fünftes Mitglied hinzu, der bis dahin inoffizielles Mitglied war.
Im Rahmen des J-Shock Festivals in Köln 2007 gaben sie ihr erstes Konzert in Europa. Im Frühjahr 2008 machten An Cafe eine Europa-Tour mit fünf Konzerten in Deutschland, die den Namen Nyappy 0(≧∀≦)0 go around the world.. An Cafe live Cafe Tour ’08 hatte. Im Jahr 2009 fand die Nyappy Go Around the World 2 Tour statt.
Im August 2009 gab die Band bekannt, dass sie sich vorerst zurückziehen und ihre Aktivitäten für einige Zeit, nach einer finalen Show 2010 im Nippon Budokan, unterbrechen werden.
An Cafe versicherten auf diesem Konzert nochmals, dass sie sich nicht trennen und kündigten zu dem eine Show mit dem Titel 20XX SUMMER DIVE an.
Kurz darauf folgten bereits Informationen über Pläne der Band in diversen Solo-Projekten, worunter sich auch die Veröffentlichung von Mikus Buch "可愛湯's ЯocКレシピ / Kawayu’s ЯocК Recipe" befand. Im Tokioter Laforet Departments Store wurde zu diesem Anlass ein eigenes Event mit Autogrammstunde abgehalten.
Am 1. April 2012 gab die Band in einem Live-Stream ihr Comeback bekannt. Ein neues Minialbum sowie das Konzert im Nippon Budokan ANCAFESTA'12
「SUMMER DIVE」 wurden hierbei angekündigt. Am 8. August 2012 erschien ihr drittes Minialbum Amazing blue. Im November 2012 begann ihre dritte Welttour. 2013 feierten An Cafe ihr zehntes Jubiläum, brachten die Jubiläums-Single Kimi no Machi heraus. Sie starteten eine gleichnamige Tour durch Japan. Im gleichen Jahr veröffentlichten An Cafe noch drei weitere Singles in den Monaten Juni, Juli und August. Im November brachte An Cafe das Album Hikagyaku Ziprock heraus. Das Tourfinale fand am 4. Januar 2014 im Nippon Budokan statt. Ebenfalls im Jahr 2013 kündigte die Band ihre vierte Europa-Tour an unter dem Titel "LIVECAFETOUR 2014 NYAPPY GO AROUND THE WORLD IV ~kawaii Cafekko AISHITERU~". Im Rahmen dieser Tour besuchten sie Deutschland, Österreich, Polen, Ungarn, Frankreich, Großbritannien, Russland und Finnland. Eine gemeinsame Japan-Tour mit der Band Bug Lug ist auf der offiziellen Homepage angekündigt.

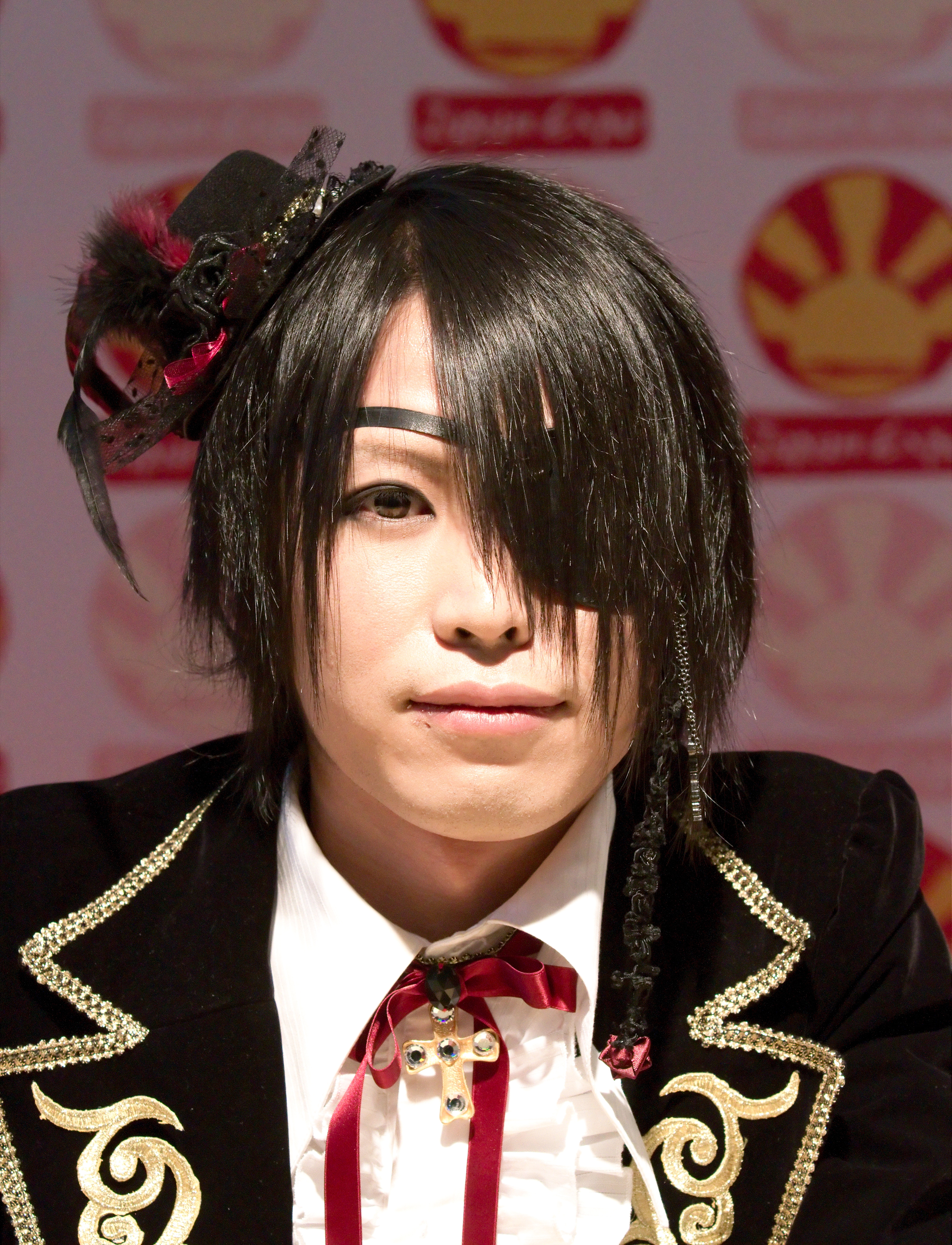
Kanon 2010

## Mitglieder
- Gesang: Miku (みく, * 5. Januar 1984 in Sasebo), seit Juni 2010 aktiv in der Band Lc5

ehemalige Mitglieder:
- Gitarre: Bou (坊, * 16. September 1983 in der Präfektur Chiba)
- Schlagzeuger: Teruki (輝喜, * 8. Dezember 1980 in Sendai), seit Juni 2010 unterstützend aktiv in der Band DOG in The Parallel World Orchestra
- Bassist: Kanon (カノン, * 5. Juli 1984 in Chōshi), bildet seit Juni 2010 mit der Cellistin Kanon Wakeshima die Band kanon×kanon
- Keyboarder: Yu-ki (ゆうき, * 29. August 1987 in Kushikino (heute: Ichiki-Kushikino))
- Gitarrist: Takuya (たくや, * 9. Februar 1988 in Wakayama)

## Diskografie

### Alben
| Titel                                                | Titel auf Japanisch | Datum             |
| ---------------------------------------------------- | ------------------- | ----------------- |
| amedama ROCK                                         | 飴玉ロック          | 23. Februar 2005  |
| shikisai MOMENT                                      | 色彩モーメント      | 9. November 2005  |
| Magnya Carta                                         | マグニャカルタ      | 29. November 2006 |
| Goku Tama Rock Cafe                                  | 極魂ROCK CAFE       | 14. März 2008     |
| Nyappy Go around the World: Live and Document        |                     | 13. März 2009     |
| Harajuku Dance Rock                                  |                     | 20. März 2009     |
| BB Parallel World                                    |                     | 9. September 2009 |
| An Cafe - Live Cafe 2010/King Of Harajuku Dance Rock |                     | 8. November 2010  |
| Amazing Blue                                         |                     | 17. August 2012   |
| ANCAFESTA'12 Summer Dive - Daikoukai Jidai           |                     | 27. März 2013     |
| Hikagyaku ZiprocK                                    | 非可逆ZiprocK       | 6. November 2013  |
| Laugh Song                                           | ラフ・ソング        | 22. Februar 2017  |

### Singles
| Titel                                                                              | Titel auf Japanisch                                                          | Datum              |
| ---------------------------------------------------------------------------------- | ---------------------------------------------------------------------------- | ------------------ |
| O-PU-NGU (Demotape)                                                                | オープ●ング                                                                  | 17. Juni 2003      |
| Uzumaki senshokutai (Demotape)                                                     | ウズマキ染色体/ハツコイ                                                      | 2. Juli 2003       |
| CANDYHOLIC                                                                         | キャンデーホリック                                                           | 24. März 2004      |
| Hatsukoi                                                                           | ハツコイ                                                                     | 29. Mai 2004       |
| √69                                                                                |                                                                              | 6. Juni 2004       |
| Touhikairo                                                                         | 逃避回路                                                                     | 16. September 2004 |
| COSMOS                                                                             | 孤妄                                                                         | 24. November 2004  |
| karakuri hitei                                                                     | カラクリ否定                                                                 | 30. März 2005      |
| tekesuta kousen ~kurayami o terasu hikari wa houseki no youni~                     | テケスタ光線～暗闇を照らす光は宝石のように~                                  | 20. Juli 2005      |
| ESCAPISM ~amai MILK o sutta kohitsuji-chan~                                        | エスカピズム～甘いミルクを吸った子羊ちゃん~                                  | 24. August 2005    |
| MERRYMAKING ~dekoboko na mainichi to, aikawarazu na bokura~                        | メリメイキング～凸凹な毎日と、あいかわらずな僕ら~                            | 21. September 2005 |
| 10’s COLLECTION MARCH                                                              | 10’s コレクション マァチ                                                     | 1. März 2006       |
| BondS ~kizuna~                                                                     | BondS ~絆~                                                                   | 16. Mai 2006       |
| SMILE ichiban ii onna                                                              | スマイル一番 イイ女                                                          | 19. September 2006 |
| SNOW SCENE                                                                         | スノーシ一ン                                                                 | 18. Oktober 2006   |
| Kakusei Heroism ~The Hero without a "Name"~                                        | 覚醒ヒロイズム ~THE HERO WITHOUT A "NAME"~                                   | 22. August 2007    |
| Ryuusei Rocket                                                                     | 流星ロケット                                                                 | 7. November 2007   |
| Cherry Saku Yuuki!!                                                                | Cherry咲く勇気!!                                                             | 27. Februar 2008   |
| Summer Dive                                                                        | SUMMER DIVE ~kan toro PEACH☆BEACH~                                           | 30. August 2008    |
| Koakuma USAGI no koibumi to machine gun e.p.                                       | 小悪魔USAGIの恋文とマシンガンe.p.'                                           | 13. Oktober 2008   |
| Aroma                                                                              | -                                                                            | 11. März 2009      |
| "Natsu Koi ★ Natsu GAME"                                                           | 夏恋★夏GAME                                                                  | 12. August 2009    |
| "Kimi no machi"                                                                    | キミノマチ                                                                   | 21. April 2013     |
| Bee Myself Bee Yourself ~Jibun Rashiku Kimi Rashiku Umareta Story wa Hajimattenda~ | Bee Myself Bee Yourself ~自分らしく君らしく生まれたストーリーは始まってんだ~ | 12. Juni 2013      |
| Itai onna ~NO PAIN, NO LOVE? JAPAIN GIRLS in LOVE~                                 | イタイ女~NO PAIN,NO LOVE? JAPAIN GIRLS in LOVE~                              | 10. Juli 2013      |
| roMAN ~let’s make precious love~                                                   | 狼MAN ~Let’s make precious love~                                             | 14. August 2013    |